# Phyllobroticella
Phyllobroticella is een geslacht van kevers uit de familie bladkevers (Chrysomelidae).
De wetenschappelijke naam van het geslacht werd in 1894 gepubliceerd door Martin Jacoby.

## Soorten
- Phyllobroticella africana (Jacoby, 1894)
- Phyllobroticella citrina Weise, 1903
- Phyllobroticella ferruginea Laboissiere, 1924
- Phyllobroticella flava Jacoby, 1894
- Phyllobroticella kraatzi Weise, 1902
- Phyllobroticella maynei Laboissiere, 1924
- Phyllobroticella nigripennis Laboissiere, 1924
- Phyllobroticella ochracea Weise, 1901
- Phyllobroticella pallida Laboissiere, 1924
- Phyllobroticella piciceps Weise, 1901
- Phyllobroticella straminea (Weise, 1903)